# Tin Brook
Tin Brook ist ein Zufluss zum Wallkill River, der fast vollständig innerhalb der Town of Montgomery im Orange County von New York in den Vereinigten Staaten verläuft. 
In der Nähe seiner Mündung fließt das Gewässer durch das Village of Walden. Der Tin Brook ist einer der wenigen Zuflüsse des Wallkill Rivers, der das Tiefland zwischen dem Fluss und dem Hudson River im Osten entwässert und nicht in der westlich gelegenen Shawangunk Ridge seinen Ursprung hat.
Die Herkunft des Namens, der bereits 1774 auf Landkarten erschien, ist nicht eindeutig geklärt. Die wahrscheinlichste Erklärung deutet auf einen frühen Landbesitzer am Mittellauf des Gewässers hin, dessen Name womöglich John Tinne, Thinne oder vielleicht sogar John Tinbrook war. Eine andere Theorie besagt, dass der Name des Wasserlaufes auf die niederländischen Siedler zurückgeht, welche die ersten europäischen Bewohner im Hudson Valley waren. Demnach erkundete einer dieser Siedler das Gebiet südlich des heutigen New Paltz und fand heraus, dass der Boden um den Wasserlauf herum zu dünn war, um die Form Ackerbau zu betreiben, den die Siedler gewohnt waren.

## Lauf
Tin Brook entspringt in einem 2,1 Quadratkilometer großen Komplex aus Feuchtgebiet und flüchtigen Gewässern am nördlichen Rand des Stewart State Forests in der Nähe der Interstate 84. Schon ein kurzes Stück weiter fließt er über die Stadtgrenze nach Montgomery und erreicht die New York State Route 17K. Der Tin Brook fließt in nördlicher Richtung durch ein ländliches, meist bewaldetes Gebiet, in den noch vor dem Erreichen der New York State Route 52 ein unbenannter Zufluss von rechts einmündet. Er wendet sich dann ostwärts, empfängt einen weiteren Zufluss und schwenkt nach Süden, um die State Route erneut zu queren.
Das Gewässer mäandriert nach dem Passieren eines Wohnwagensiedlungs nach Norden. Inzwischen breiter geworden kreuzt der Tin Brook die State Route 52 zwischen Berea und St. Andrew’s Road. Er biegt dann nach Westen ab und verläuft bis zum Erreichen von Walden parallel zum Highway. Dort schwenkt der Lauf nach Süden und quert in einem Wohngebiet die State Route 52 erneut. Er schlägt einen großen Bogen um den Wooster Memorial Grove Park und kommt dabei seinem eigenen Oberlauf so nahe, dass er nur von der Zufahrtsstraße getrennt wird. Er nimmt seine südliche Richtung wieder auf und kreuzt eine kleine Strecke östlich des Parkes die State Route 52 zum letzten Mal.
Der Tin Brook verläuft für einen Straßenblock an der State Route 52 entlang und dann biegt dann nach Norden, wobei er ein Wohngebiet von einem gewerblich genutzten Anwesen trennt. In dem Waldgebiet nördlich des Dorfes Walden schwenkt er westwärts, führt unter der New York State Route 208 hindurch und entleert sich dann in den Wallkill River.

## Geschichte
Der künftige Kolonialbeamte Cadwallader Colden, dessen rund 12 km² großer Besitz den größten Teil des Tin-Brook-Quellgebietes umfasste, schlug 1724 die Kanalisierung der vielen Wasserläufe New Yorks vor, um den Verkehr in der Kolonie zu erleichtern. Er entschied sich, sein eigenes Land als Demonstrationsobjekt zu verwenden. Er leitete einen Teil des Wassers in einen künstlichen See um, der den ersten solchen Kanal in New York speiste. Auf ihm wurde mit Flößen Torf als Brennmaterial und Baumaterial für sein Haus sowie andere auf dem Anwesen benötigten Güter transportiert.
Von 1892 an lieferte der Fluss Wasser für das erste Elektrizitätswerk von Walden, ein Kohlekraftwerk an der dortigen Elm Street. Zu der damaligen Zeit gab in der Region nur die Wassermühlen am Wallkill River, die vorwiegend zu Eigenbedarf der Mühlen elektrische Energie erzeugten. Die Anlage an der Elm Street – steht noch heute, wird aber zu anderen Zwecken genutzt –, begann 1893 mit der Versorgung des Dorfes mit Strom. Schon 15 Jahre später überstieg der Bedarf des Ortes die Kapazität des Elektrizitätswerkes. Da inzwischen die Herstellungsbetriebe für Messer am Fluss im Niedergang waren, begannen die Mühlanlagen mit der Einspeisung von elektrischen Strom in das Netz des Ortes und so das Werk an  der Elm Street zu ergänzen.

## Ökologie
Mehrere in New York als bedroht geltende Molcharten, darunter Blauflecken-Querzahnmolch, Jefferson-Querzahnmolch und Marmor-Querzahnmolch sind in ihrem Lebensraum von dem Wasserlauf abhängig. Myotis sodalis, eine von der Bundesregierung der Vereinigten Staaten auf der Roten Liste gefährdeter Arten geführte Mausohrenart verwendet den Baumbestand in seiner Nähe zum Nestbau und zur Futtersuche. Auch Carolina-Dosenschildkröte, Waldbachschildkröte und Tropfenschildkröte haben ihr Habitat am Tin Brook.